# Chronicles
Chronicles är ett samlingsalbum av progressiv rock bandet Rush. Albumet släpptes den 4 september 1990.

## Låtlista
CD ett
1. "Finding My Way" – 5:07
2. "Working Man" – 7:11
3. "Fly By Night" – 3:21
4. "Anthem" – 4:24
5. "Bastille Day" – 4:39
6. "Lakeside Park" – 4:10
7. "2112 Overture/The Temples of Syrinx" – 6:47
8. "What You're Doing" (Live)  – 5:41
9. "A Farewell to Kings" – 5:52
10. "Closer to the Heart" – 2:54
11. "The Trees" – 4:40
12. "La Villa Strangiato" – 9:36
13. "Freewill" – 5:25
14. "The Spirit of Radio" – 4:57

CD två
1. "Tom Sawyer" – 4:37
2. "Red Barchetta" – 6:09
3. "Limelight" – 4:22
4. "A Passage to Bangkok" (Live) – 3:47
5. "Subdivisions" – 5:34
6. "New World Man" – 3:42
7. "Distant Early Warning" – 4:58
8. "Red Sector A" – 5:12
9. "The Big Money" – 5:35
10. "Manhattan Project" – 5:06
11. "Force Ten" – 4:33
12. "Time Stand Still" – 5:10
13. "Mystic Rhythms" (Live)" – 5:42
14. "Show Don't Tell" – 5:00